# チャールズ・バートラム
チャールズ・バートラム（Charles Julius Bertram、1723年 - 1765年1月8日）は、デンマークに在住したイギリスの人物。イギリスの歴史に関する偽書 "Description of Britain" (ラテン語のタイトル: De Situ Britanniae)を「発見」したと称した人物で、おそらく自ら偽造した人物である。この偽書は古代ローマ属州地域のイギリス(ブリタンニア)およびスコットランドの歴史の研究者に影響を与えた。エドワード・ギボンの『ローマ帝国衰亡史』やイギリス最初の地理調査(Ordnance Survey)を行ったウィリアム・ロイ(William Roy)の地図にも影響を及ぼした。バートラムは24歳の時にこの文書を「発見」したと称し、その後は学者として成功した生涯をおくった。1846年になるまで、この文書が偽書であると認識されなかった。

## 生涯

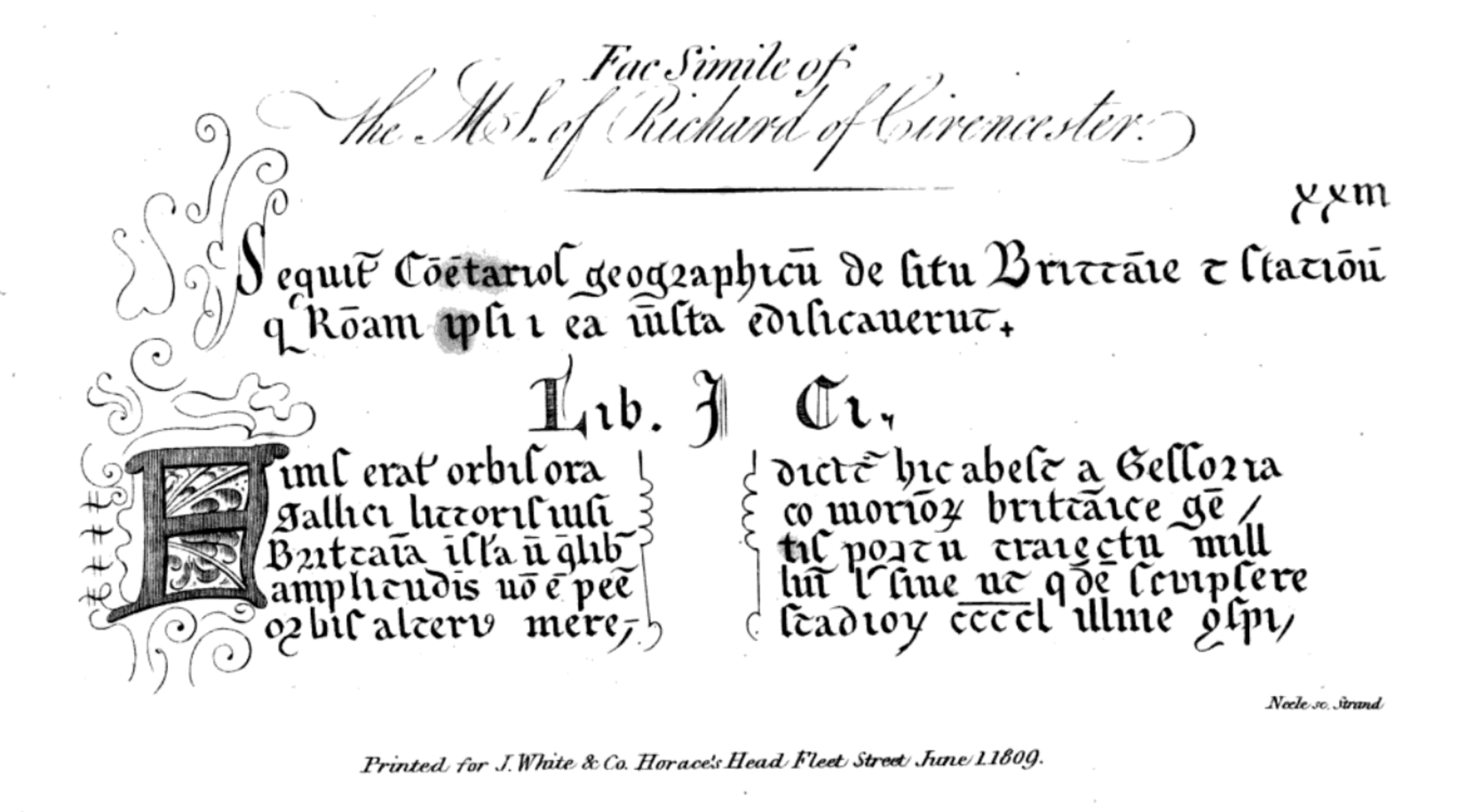
バートラムの文書の複写

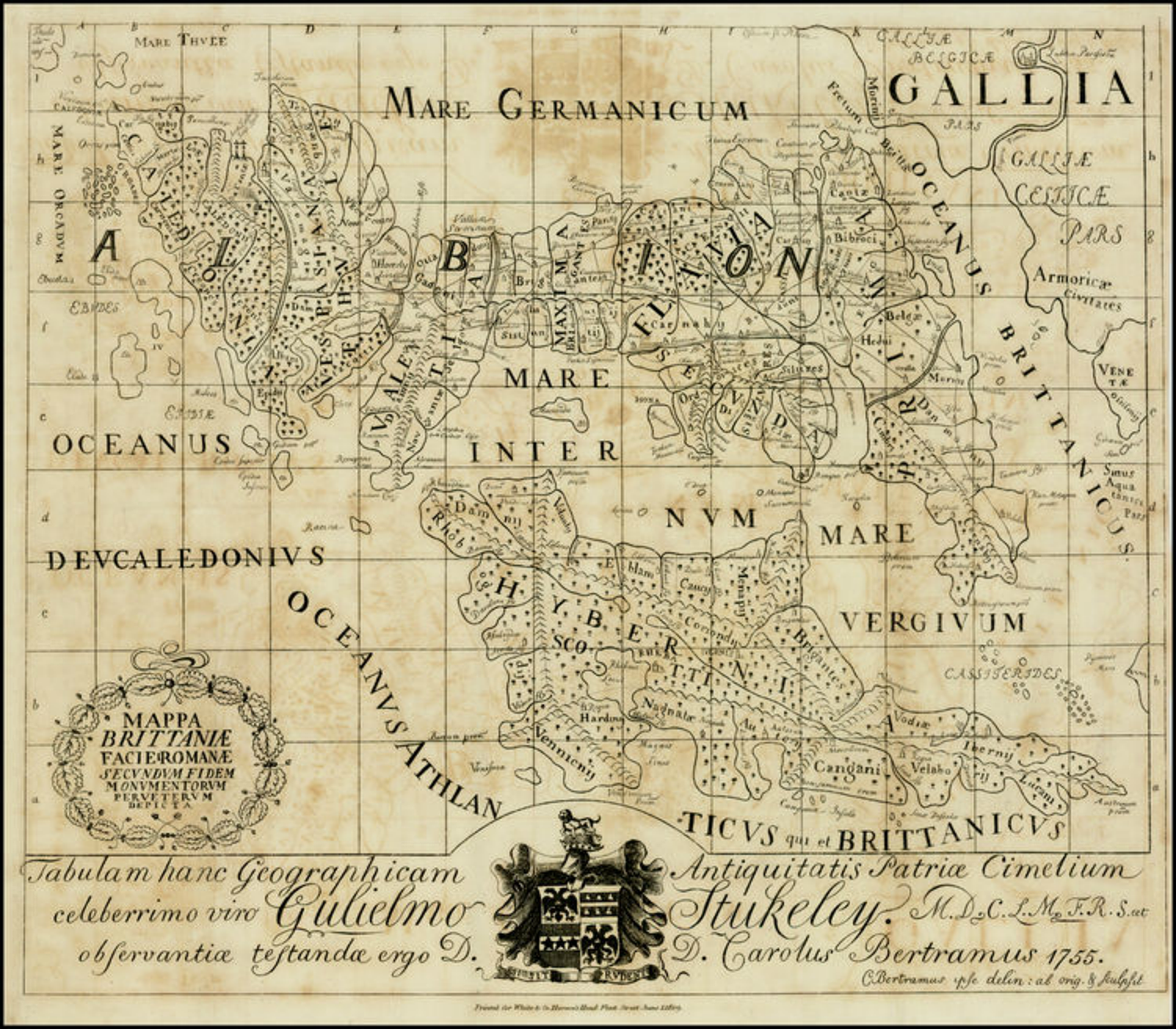
バートラムの文書の地図

ロンドンに生まれた。父親は絹織物染師で、イギリス王女ルイーズがデンマーク王太子フレゼリク（のちのフレゼリク5世王）と結婚するのに合わせて1738年か1743年にコペンハーゲンに移住したとされる。父親は衣類の店を開き、1747年にコペンハーゲン大学に入学を許可され、デンマークの歴史家で王立司書の、ハンス・グラム(Hans Gram)の知己を得た。1748年に英語の講義を行い、1749年にデンマークで最初の英語に関する論文を発表した。
バートラムの偽書 "Description of Britain" はウェストミンスターの修道者リチャード（ラテン語:Ricardus monachus Westmonasteriensis、14世紀のベネディクト会修道院の聖職者、歴史家のサイレンセスターのリチャード(Richard of Cirencester)だと考えられた）の作品だとする旅行記である。"Description of Britain"がイギリスで広まるようになった経緯は、1746年にイギリスの考古学者、ウィリアム・ステュークリにグラムから手紙を書くように薦められた。バートラムは躊躇の後、手紙を書き、1747年6月にステュークリはそれを受け取った。何度かの手紙のやりとりの中で、バートラムはこの文書の元は、別のイギリス人がイギリスの文書館から盗んだもので、秘密を守ることを条件に複写を許されたものだと主張した。グラムはイギリスでも信頼されていた人物であったので、ステュークリはこの文書の信憑性を疑わなかった。グラムの没後、ステュークリはバートラムによる文書の複写を入手した。コットン文書館の学芸員、キャスリー（David Casley）はこの文書が400年前のものであると発表した。ステュークリはバートラムにオリジナルの入手を依頼するが、バートラムはそれに応じなかった。歴史家のポステ(Beale Poste)は1732年にコットン文書館に火事があった時に文書が盗まれた可能性があるとの説をだしたりした 。ステュークリはバートラムの文書と地図の複写を王立協会のArundel Libraryに収めた。
ステュークリはこの文書を何年か研究し、1756年にロンドン考古協会で発表し、1757年に結果を出版した。この文書の信憑性について本格的な研究がなされたのは1860年代になってからで、1866年、1867年のウッドウォード(B.B. Woodward)の研究や1869年のメイヤー(J.E.B. Mayor)の研究で偽書であることが明らかになった。
1756年にバートラムはステュークリの推薦でロンドン考古協会の会員となった。言語学の分野で働き、尊敬される学者として1765年にコペンハーゲンで没した。

## 著作
バートラムの著書、編書、翻訳は以下である:
- An Essay on the Excellency and Style of the English Tongue (1749)[22]
- Rudiments of English Grammar (ラテン語: Rudimenta Grammatica Anglicanæ, デンマーク語: Begyndelses Grunde til den Engliske Sprog-Kunst; 1750)[23] （デンマーク語）
- Ethics, from Several Authors, the Words Accented to Render the English Pronuntiation Easy to Foreigners (1751)[24] （デンマーク語） & （英語）
- The Royal English–Danish Grammar (デンマーク語: Grundig Anvisning til det Engliske Sprogs Kundskab; 3 vols.; 1753, reprinted 1765)[25] （デンマーク語） & （英語）
- Wohlunterrichterer Schilderer und Mahler (1755)[26] （ドイツ語）
- Three Authors on the Ancient History of the British People (ラテン語: Britannicarum Gentium Historiæ Antiquæ Scriptores Tres; 1757)[27] （ラテン語）
- The History of the Britons (ラテン語: Eulogium Britanniae; 1758)[28] （ラテン語）
- On the Great Advantages of a Godly Life (デンマーク語: Betragtning over et gudeligt Levnets store Fordele og allerstørste Vigtighed; 1760)[29] （デンマーク語）
- A Statistical Account of the Danish Army (1761)[30] （ドイツ語） (1762)[31] （デンマーク語）